# Григорий XV
Григо́рий XV (лат. Gregorius PP. XV; в миру Алессандро Людовизи, итал. Alessandro Ludovisi; 9 января 1554, Болонья — 8 июля 1623[…], Рим) — папа римский с 9 февраля 1621 года по 8 июля 1623 года.

## Ранние годы
Алессандро Людовизи родился 9 января 1554 года в Болонье в известном дворянском роде Людовизи. Его родителями были Помпео Людовизи, граф Самоджи, и Камилла Бьянкини. Образование получил в Римской Коллегии при ордене иезуитов в Риме, а затем в 1575 году окончил университет Болоньи, получив степень юриста. В 1612 году был назначен архиепископом Болоньи. Был активным пропагандистом Контрреформации.
В августе 1616 году папа послал его в качестве нунция в герцогство Савойя, чтобы принять участие в качестве посредника в урегулировании спора между Карлом Эммануилом I, герцогом Савойским, и Филиппом III Испанским относительно маркизата Монферрат. В сентябре 1616 году Павел V рукоположил его в кардиналы, его титульной церковью была Санта-Мария-ин-Траспонтина.

## Папство

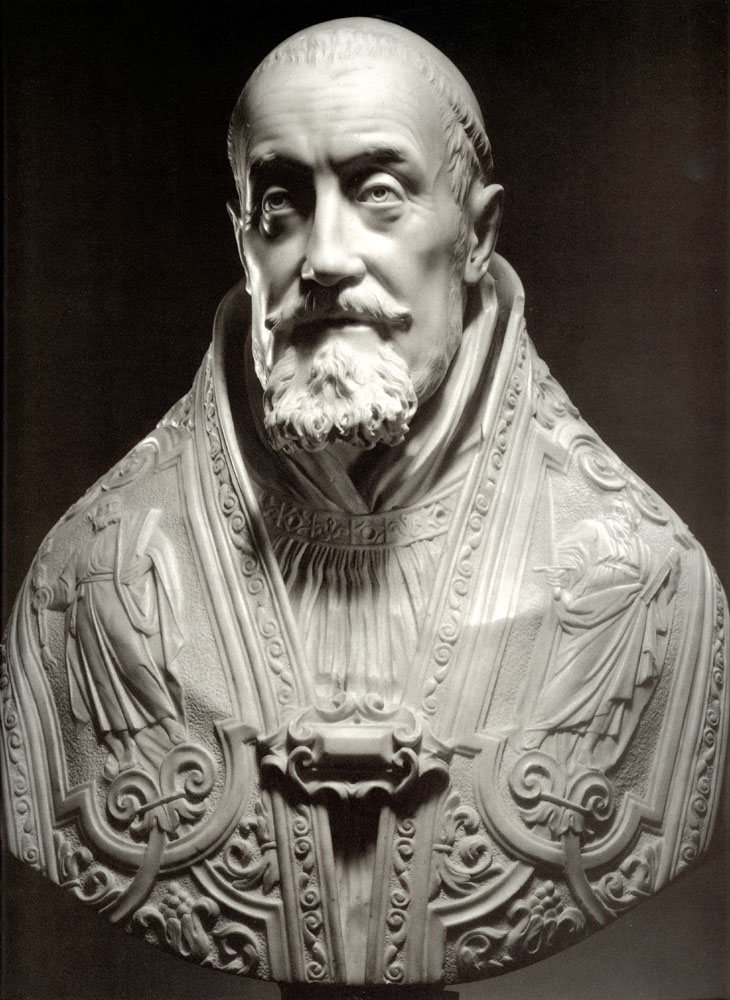
Бюст Григория XV, Джованни Бернини

Людовизи оставался на своей кафедре в Болонье, пока не отправился в Рим после смерти Павла V, чтобы принять участие в конклаве, на котором он в итоге был избран папой римским.
Став папой, не отказался от папской привилегии протежировать своему непоту — двадцатипятилетнему Людовико Людовизи, которого он назначил кардиналом. Фактически Людовико стал управлять делами своего дяди, поскольку Григорий был уже стар и немощен. По папскому назначению кардиналом во Франции стал епископ Люсонский Арман Жан дю Плесси де Ришельё — будущий творец французского абсолютизма.
Григорий XV вмешался в европейскую политику, оказав помощь Фердинанду II и его Католической лиге против протестантов, а также Сигизмунду III Ваза, королю Речи Посполитой, против Османской империи. Его булла против магов и ведьм («Omnipotentis Dei», 20 марта 1623) смягчила более ранний папский указ против колдовства. Назначенные наказания были уменьшены, а смертная казнь вводилась только для тех, кто доказанно вступил в договор с дьяволом и совершил убийство с его помощью.
Булла от 15 ноября 1621 года «Aeterni Patris» урегулировала папские выборы, которые отныне должны были проводиться путём тайного голосования. По инициативе папы в 1622 году была создана Священная Конгрегация Пропаганды Веры, которой подчинялись все католические миссии.

## Смерть
Григорий XV умер после двух лет понтификата в Квиринальском дворце 8 июля 1623 года и был похоронен в церкви Сант-Иньяцио.